# Le Bal des enragés

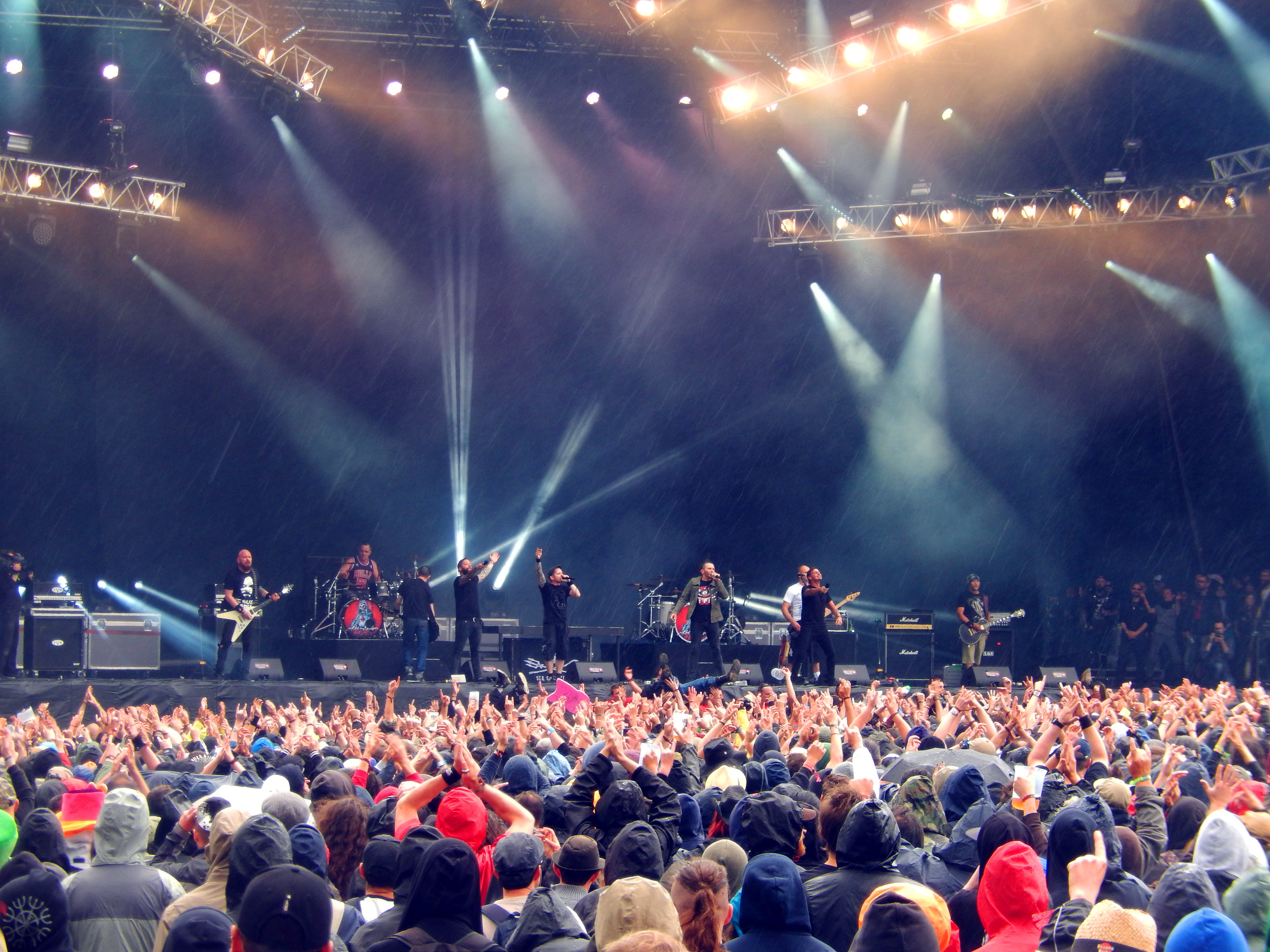
Le Bal des enragés, Hellfest 2016

Le Bal des enragés est un supergroupe de punk hardcore français. Il est composé de membres des groupes Tagada Jones, Parabellum, Lofofora, Loudblast, Punish Yourself, Black Bomb A, AqME et No One Is Innocent et actif de 2009 à 2021.

## Biographie
Le projet a démarré initialement pour une date unique à l'initiative de Tagada Jones en 2009, qui ont invité plusieurs artistes pour leur concert au festival Au Pont du Rock. L'accueil positif du public et l'envie des membres a transformé cette invitation en un projet musical se reformant tous les 3 ans. Le supergroupe se reforme régulièrement pour des tournées brèves.
Le Bal des enragés joue des reprises de morceaux rock et punk,.
Séverine Delahaye et Nicolas Giraudet, la présidente et le cofondateur de Rage Tour, ont annoncé la fin du supergroupe en décembre 2021, à la suite d'accusations de comportements sexistes et de harcèlement sexuel de certains membres du collectif .

## Membres

### Membres actuels[5]
- Tous les membres de Tagada Jones : 
  - Niko Jones (Nicolas Giraudet), chant et guitare
  - Laguiche (Stéphane Guichard), guitare
  - Waner (Erwan Herry), basse
  - Job (Jean Baptiste Tronel), batterie
- Xa Mesa (Xavier Mesa) à la batterie et Steph Zena (Stéphane Zena) à la basse, de Parabellum
- Vince (Vincent Peignart-Mancini) d'AqME
- Poun de Black Bomb A, chant
- Tous les membres de Lofofora : 
  - Daniel Descieux, guitare
  - Lofo Philus (Phil Curty), basse
  - Reuno Wangermez, chant
  - Vincent Lofo (Vincent Hernault), batterie
- Stéphane Buriez de Loudblast, chant et guitare
- Quelques membres de Punish Yourself :
  - Klodia Sparkling (Klodia Bianca), danses et performances
  - Vincent Vx (Vincent Villalon), chant
  - Xa Mesa (Xavier Mesa), batterie
- Quelques membres de No One Is Innocent :
  - shanka No one, guitare
  - Kemar No one (Marc Gulbenkian), chant

### Anciens membres
- Roger « Schultz » Fritsch, de Parabellum (mort le 12 septembre 2014[6])
- Sven Lava Polhammer, Parabellum (mort le 11 janvier 2017)[7]
- Cédric Lava
- Sébastien Corbe, ex-Tagada Jones
- Damny Baluteau, de La Phaze